# Padise
Padise – wieś w Estonii, w prowincji Harju, okręg administracyjny gminy Padise.